# Indépendantisme catalan

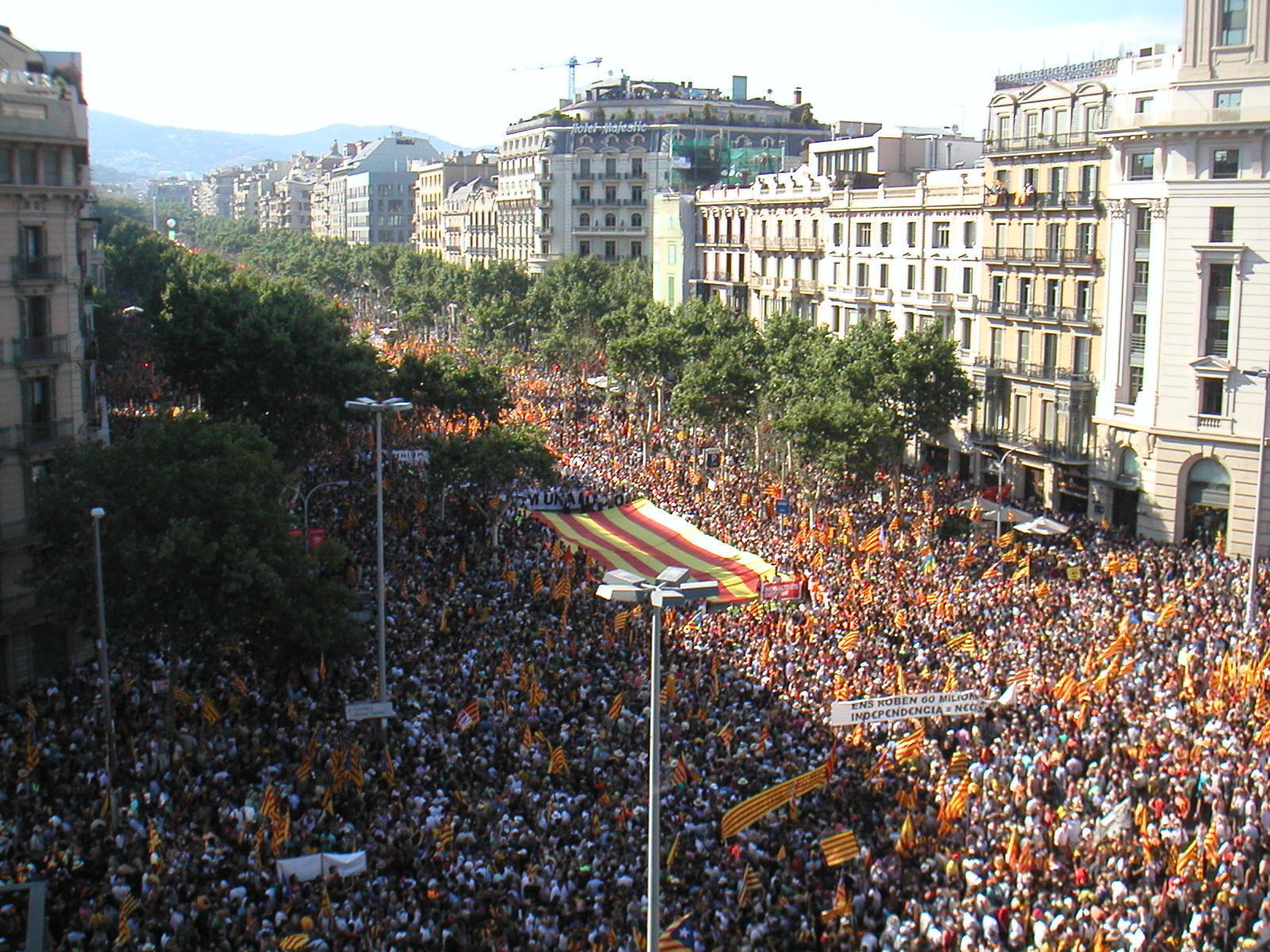
Manifestation indépendantiste en 2010 à Barcelone

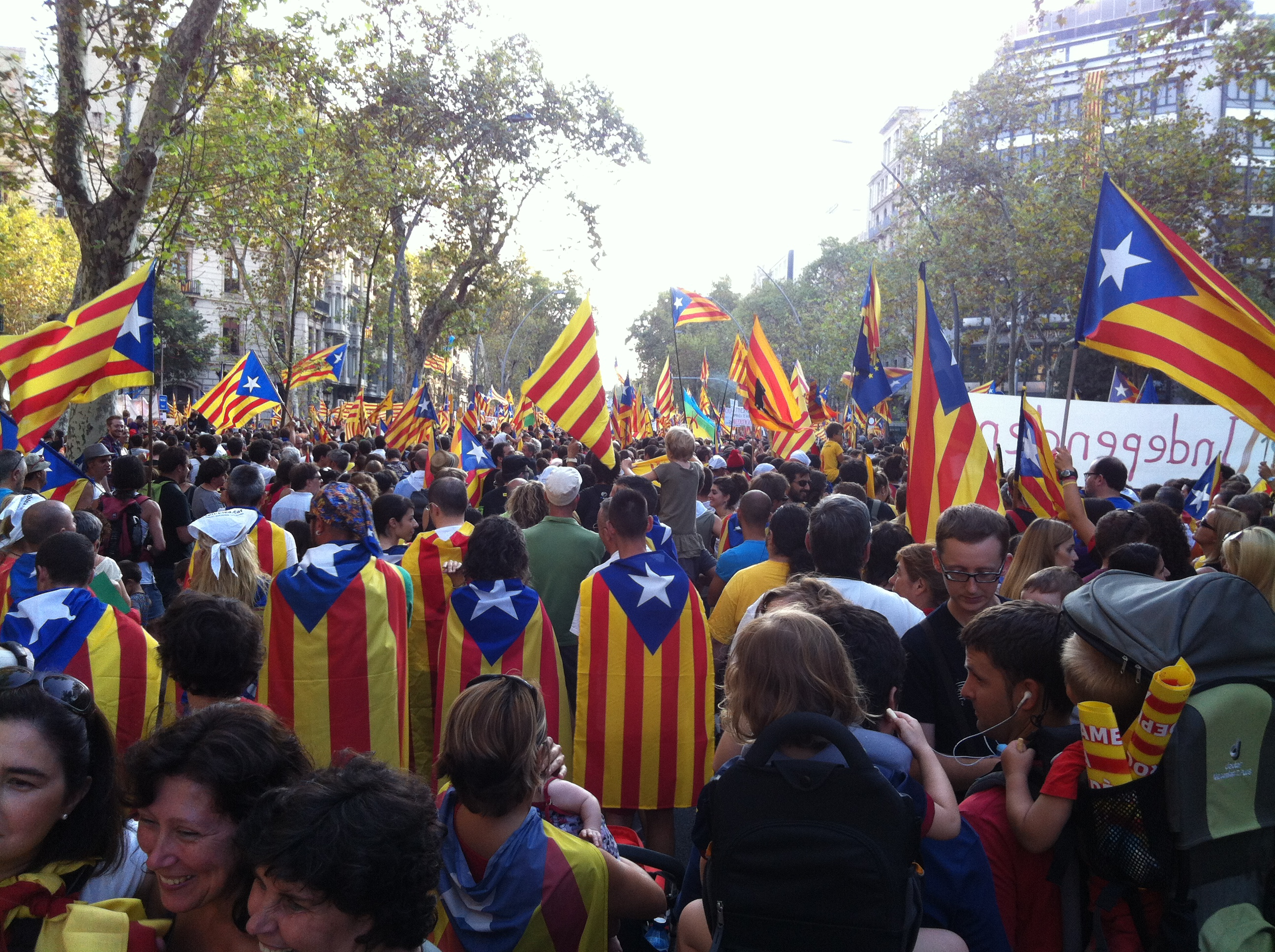
Manifestation indépendantiste à la fête nationale de la Catalogne en 2012 à Barcelone

 (septembre 2014).
Si vous disposez d'ouvrages ou d'articles de référence ou si vous connaissez des sites web de qualité traitant du thème abordé ici, merci de compléter l'article en donnant les références utiles à sa vérifiabilité et en les liant à la section « Notes et références ».
 (janvier 2023).
L'indépendantisme catalan ou séparatisme catalan est un courant politique du nationalisme catalan qui revendique une Catalogne indépendante de l'Espagne ainsi que l'instauration d'une République catalane. Se basant sur une revendication du droit à l'autodétermination du peuple catalan, l'indépendantisme catalan défend l'idée que la nation catalane n'atteindra pas sa plénitude culturelle, sociale et économique tant qu'elle fera partie de l'État unitaire qu'est l'Espagne. En revanche, une partie du courant nationaliste a historiquement défendu la participation d'une Catalogne largement autonome à une Espagne qui serait devenue confédérale et plurinationale.
Il concerne principalement la communauté autonome espagnole de Catalogne. Il est également présent mais de façon plus marginale dans les Pays catalans. En plus de la Catalogne, cet espace inclut: la Communauté valencienne, les Îles Baléares et la Frange d'Aragon en Espagne; la principauté d'Andorre; la ville d'Alghero en Sardaigne (Italie); et la Catalogne du Nord (le Roussillon et la Haute-Cerdagne) en France, territoire cédé par l'Espagne à la France par le Traité des Pyrénées au XVIIe siècle. « Le mouvement indépendantiste catalan ou « pancatalan » est toutefois dans l'ensemble très marginal ».
D'une manière générale, l'indépendantisme catalan se prononce en faveur de l'intégration d'une Catalogne indépendante dans l'Union européenne (UE), à l'exception des groupes les plus à gauche tels que la Candidature d'unité populaire (CUP).

## Histoire

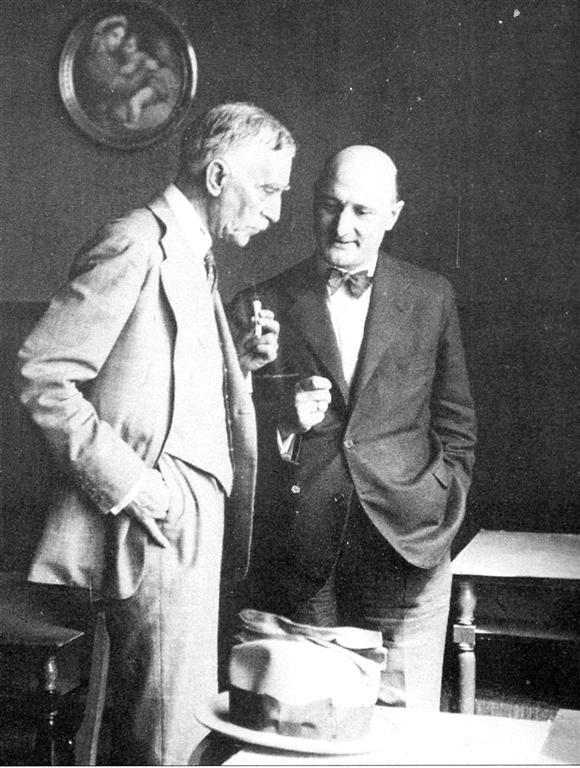
Le colonel Francesc Macià (à gauche), leader de l'ERC avec le président de Catalogne entre 1931 et 1933.

Le premier parti indépendantiste catalan était l'Estat Català fondé par Francesc Macià en 1922. Avec le complot de Prats de Molló, le parti réaffirme sa volonté de passer par la voie insurrectionnelle pour arriver à ses fins : une petite armée de volontaires a tenté l'invasion de la Catalogne par la frontière française. Malgré l'échec de ce projet, le procès à Paris contre Macià et les dix-sept personnes impliquées a fait de l'Avi (« grand-père » en catalan — Macià avait alors 67 ans) un mythe vivant du nationalisme catalan.
En 1928, Macià a visité les centres catalans en Amérique latine qui avaient financé ses activités. À La Havane, il a présidé l'Assemblée constituante du séparatisme catalan qui a eu lieu du 30 septembre au 2 octobre 1928. Cette assemblée a voté la Constitution provisoire de la République catalane et a fondé le Parti séparatiste révolutionnaire catalan (Partit Separatista Revolucionari Català en catalan). Ce parti n'a été actif qu'en Amérique latine puisque l'Estat Català rassemblait les forces indépendantistes en Catalogne.
Après la proclamation de la Seconde République espagnole le 14 avril 1931, Macià a renoncé à la République catalane en faveur d'une Generalitat catalane au sein de la République espagnole. Les milieux indépendantistes se sont alors éloignés de l'Avi.
Aujourd'hui, les principaux partis indépendantistes de Catalogne sont Convergència Democràtica de Catalunya (CDC) et Esquerra Republicana de Catalunya (ERC), ce dernier fondé en 1931. Comme représentants du mouvement indépendantiste étendu à l'ensemble des Pays catalans, on peut également citer, le Partit Socialista d'Alliberament Nacional dels Països Catalans (PSAN) fondé en 1968 ou encore la Candidatura d'Unitat Popular (CUP) fondé en 1986. Mais l'essor du mouvement indépendantiste depuis 2010 a surtout été propulsé par la société civile représentée par des associations comme l'Assemblée Nationale Catalane (ANC) et Omnium Cultural qui ont organisé les manifestations indépendantistes mobilisant des centaines de milliers de participants chaque année et placé l'indépendantisme au cœur de l'agenda politique de la région.

## Contexte
La région de 7,5 millions d'habitants qui compte environ 16 % de la population espagnole, contribue pour environ 18 % au PIB espagnol, génère 21 % des recettes fiscales de l'Espagne mais ne reçoit que 11 % des investissements publics du pays[réf. nécessaire]. Le déficit fiscal de la région, calculé selon la méthode des flux monétaires, est communément estimé à environ 16 milliards d'euros, autour de 8 % du PIB de la Catalogne. Le système de redistribution des recettes fiscales entre l'État et les communautés autonomes espagnoles est considéré inéquitable dans la mesure où il ne respecte pas le principe d'ordinalité : le classement des régions selon la richesse par habitant avant redistribution se trouve fortement altéré après redistribution, la Catalogne étant par exemple rétrogradée du quatrième au onzième rang des 17 communautés autonomes[réf. nécessaire]. En outre, certaines communautés autonomes comme le Pays basque et la Navarre bénéficient du concert économique, c'est-à-dire qu'elles prélèvent elles-mêmes les impôts, sans passer par l'agence tributaire de l'État.
Le chantier du nouveau statut d'autonomie de la Catalogne a été lancé en 2003 par la coalition de gauche PSC, ERC et ICV alors aux commandes du gouvernement régional, dans le but de limiter les déséquilibres de ce système fiscal et de renégocier les relations avec le reste de l'Espagne, prévoyant justement d'instituer le principe d'ordinalité. Le texte a été voté par le Parlement catalan, raboté[réf. nécessaire] et voté par le Parlement espagnol puis ratifié par référendum par les Catalans en 2006. Mais le Parti Populaire a déposé un recours contre le nouveau statut d'autonomie auprès du Tribunal constitutionnel, organe judiciaire dont certains avaient alors dépassé la limite de durée de leur mandat et plaçaient ainsi cette institution en situation irrégulière jusqu'au moment où elle s'est prononcée pour enterrer l'essentiel de la réforme[réf. nécessaire], ce qui a provoqué l'indignation des Catalans et un véritable changement de mentalité qui a conduit à la montée de l'indépendantisme.
Considérant que l'État espagnol utiliserait les institutions judiciaires et la constitution à des fins partisanes, dans le but de bloquer toute réforme du statu quo[réf. nécessaire], la seule issue réaliste qui se dessinerait pour modifier le statu quo jugé insatisfaisant pour les nationalistes serait l'indépendance. La principale raison de l'adhésion à ce projet est donc une revendication sur le partage du pouvoir politique. Le PP au pouvoir à Madrid de 2011 à 2018 a conservé la même stratégie de blocage et de refus de négociation, s'en tenant aux termes de la Constitution espagnole et utilisant les institutions judiciaires à sa convenance[réf. nécessaire], en invoquant démocratie et respect de la loi pour justifier le maintien du statu quo et le refus du référendum. La Constitution de 1978 fixe en effet l’indivisibilité de la nation espagnole. Si les Catalans veulent modifier la constitution pour pouvoir organiser un référendum, ils n’ont qu’à suivre le mode d’emploi prévu par la même constitution et obtenir les deux tiers des voix au parlement…[réf. nécessaire]. S’appuyant sur sa majorité absolue au parlement, le PP a mené une politique considérée comme centraliste du pays. Les institutions judiciaires, Tribunal constitutionnel et Tribunal suprême, ont été particulièrement vigilantes au respect de l'ordre constitutionnel. Cette politique de confrontation institutionnelle a probablement renforcé l'adhésion des Catalans au projet d'un pays neuf et démocratique constitué en État indépendant. Malgré des transferts de compétences importantes, les indépendantistes ont fait valoir les avantages présumés que les habitants de la Catalogne tireraient d'un d'État indépendant.

## Principes idéologiques
L'indépendantisme catalan met en avant le principe selon lequel le peuple catalan serait une nation souveraine, faisant référence à une relecture de son histoire (s'appuyant sur le fait que, tout en étant un élément moteur de la Couronne d'Aragon dont Barcelone fut l'une des capitales, la Catalogne est généralement désignée par les historiens comme ayant formé un État féodal puis moderne entre la fin du Moyen Âge et le début du XVIIIe siècle,,,), à sa culture, sa langue propre et au droit civil catalan. Plus encore, cette famille politique s'est construite à l'encontre d'un État espagnol qui, selon elle, s'est imposée par la force. En effet, comme le dit l'historienne Pilar Martínez-Vasseur, spécialiste des questions identitaires et de défense dans l'Espagne contemporaine : « Pour les Catalans, au XXe siècle comme au XVIIIe siècle, les fondements de la légitimité de l'État espagnol sur la Catalogne continuent d'être les mêmes ; c'est par la force des armes que les Catalans ont perdu l'indépendance dont ils jouissaient avant le décret de Nueva Planta ; c'est par la force des armes, faisant suite à une Guerre civile inexpiable, que l'autonomie conquise en 1931 vient d'être abolie par les nouveaux "maîtres" du Principat. Il n'y a eu, ni à un moment ni à l'autre, affirment-ils, renonciation du peuple catalan à ses droits et à ses libertés, mais imposition autoritaire et violente. De ce fait, pour les défenseurs de l'indépendance, malgré sa large autonomie, la Catalogne ne peut s'épanouir ni sur le plan culturel, ni sur le plan social, ni sur le plan économique au sein d'une Espagne à tradition unitaire depuis l'avènement de Philippe V, petit-fils de Louis XIV devenu roi d'Espagne au terme de la Guerre de Succession d'Espagne, et initiateur et auteur, à travers les Décrets de Nueva Planta (1707-1716), de la suppression de la Couronne d'Aragon ainsi que des institutions catalanes et de l'interdiction de la langue catalane dans l'administration.
Pour l'historien Stéphane Michonneau, spécialiste de l'histoire politique catalane et du catalanisme, l'indépendantisme catalan est indissociable d'une conception fédéraliste et plurinationale de l'Espagne, et non purement sécessionniste. Il s'agit plutôt, pour lui, d'« un changement de cadre de pensée », l'objectif principal des indépendantistes restant politique, à savoir la reconnaissance de la Catalogne comme « nation souveraine » dans un « État plurinational » que serait l'Espagne. Il réfute ainsi l'idée d'un indépendantisme catalan motivé par une forme d'« égoïsme » d'une « région riche », mais estime plutôt qu'avec l'indépendance ici souhaitée, « la question de la solidarité se pose sous un jour différent », mais ne serait pas remise en question. Par ailleurs, il associe la montée de cet indépendantisme au début du XXIe siècle à une réaction au « patriotisme constitutionnel » qui serait celui d'une partie de la classe politique espagnole et qui ne répondrait pas aux aspirations nouvelles d'une partie de la société catalane mais aussi du reste de l'Espagne,.
Une partie de ce courant politique n'aspire pas seulement à l'indépendance de la Catalogne au sens strict mais à l'union des Pays catalans : la Catalogne, le Roussillon et la Cerdagne (territoires français appelés la « Catalogne du Nord »), la Frange d'Aragon (appelée Franja de Ponent), la Communauté valencienne, les Îles Baléares, la comarque murcienne de El Carche, et la ville sarde d'Alghero en Italie. Ces territoires, une fois indépendants, formeraient un état confédéré catalan qui inclurait également la Principauté d'Andorre.[réf. nécessaire]
Toutefois, il est à noter que le concept même de cette Catalogne élargie est une émanation unilatérale de Barcelone, et est donc fortement contesté tant par la région autonome du pays de Valence et par celle des îles Baléares ainsi que par la Principauté d'Andorre, seul État au monde à avoir le catalan comme langue officielle, mais qui devrait renoncer à son autonomie historique pour adhérer au projet.[réf. nécessaire]
Les détracteurs de l'indépendantisme catalan contestent la validité culturelle et linguistique de ce mouvement, ainsi que son extension géographique : jusqu'à la guerre de 1914-1918, d'autres variantes de langue romanes étaient parlées dans le sud de la France comme l'Occitan, le Provençal ou les dialectes des hautes vallées alpines du Piémont italien. Dans la Communauté valencienne, ils dénoncent l'imposition du Catalan sous l’appellation de Valencien, alors que le Valencien appartient au groupe linguistique de l'Aragonais occidental (grupo romanés occidental)[Interprétation personnelle ?]. La réécriture de l'histoire de la Catalogne a été assez active principalement pour présenter la Catalogne comme un ancien État souverain et non une province du Royaume d'Aragon présenté comme la Couronne catalano-aragonaise. Cette histoire réécrite est depuis une décennie amplement diffusée dans l'enseignement. Enfin, les pouvoirs publics se sont inquiétés de la capacité de cet État indépendant à contrôler efficacement les ports et les frontières et à maîtriser les trafics illicites, trafics humains, drogue et capitaux.

## Drapeau
Le drapeau appelé l'estelada, inspiré notamment du drapeau cubain, dans ses versions bleue et rouge, est devenu son symbole principal, quoique le drapeau de la Catalogne soit également souvent utilisé.

Estelada historique, avec carré sur pointe.
Estelada bleue, drapeau indépendantiste catalan.
Estelada jaune, autre drapeau indépendantiste catalan avec une connotation politique de gauche.

## Indépendantisme catalan radical (1978-1991)

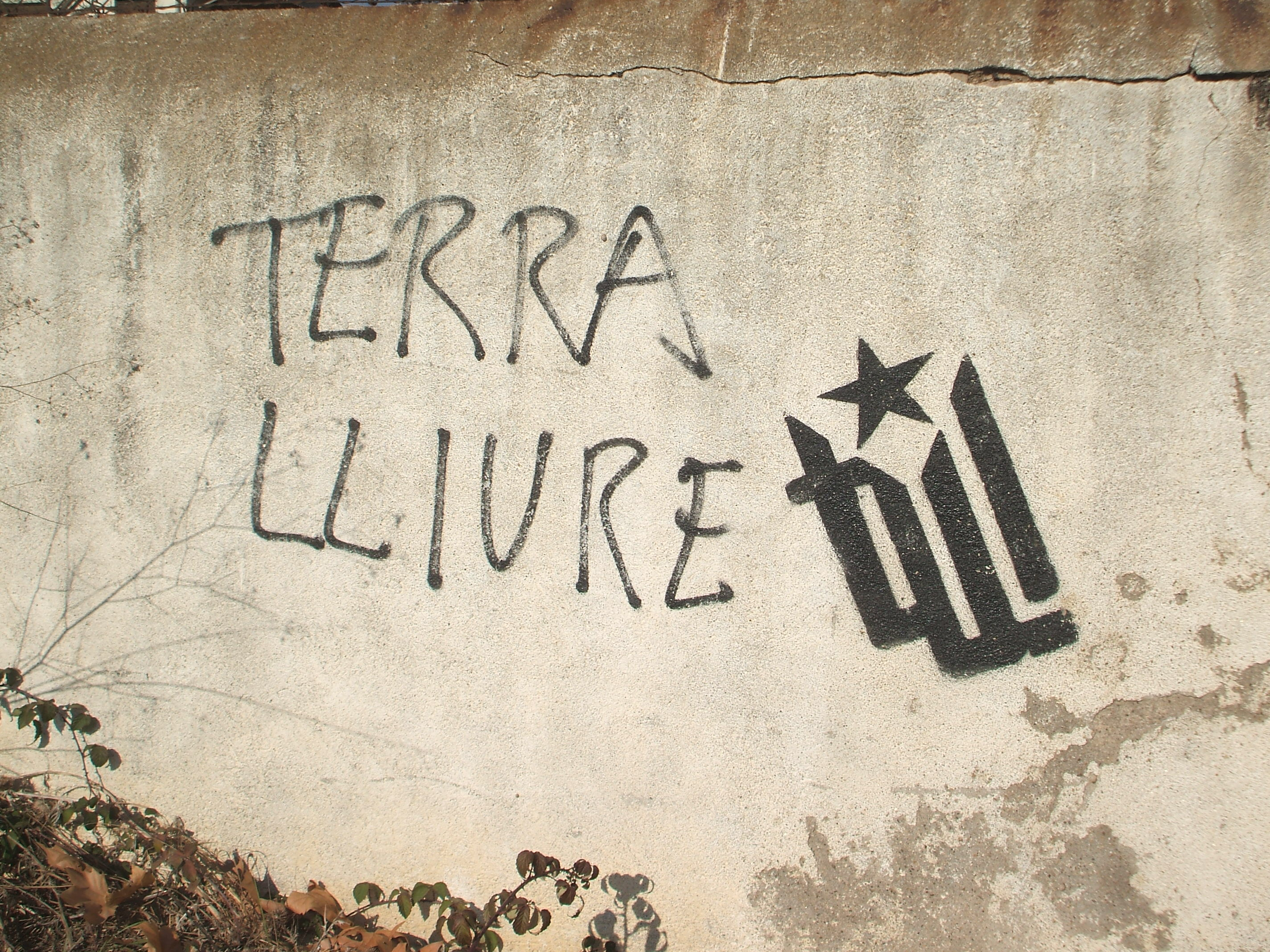
Tag en faveur de Terra Lliure

Terra Lliure (« Terre libre » en catalan) est le nom d'une organisation terroriste armée indépendantiste catalane d'extrême gauche fondée en 1978. L'organisation a décidé de sa propre dissolution en 1991. Elle a commis plus de 200 attentats dont le bilan s'élève à cinq morts (dont quatre membres de l'organisation) et plusieurs dizaines de blessés. Durant son existence, les forces de sécurité de l'État ont arrêté 300 personnes en lien avec l'organisation. Terra Lliure a abandonné la lutte armée en 1991. Certains de ses dirigeants et militants ont ensuite fait partie de la Gauche républicaine de Catalogne (Esquerra Republicana de Catalunya - ERC), qui a cependant exigé d'eux qu'ils renoncent explicitement à la violence comme condition sine qua non à leur entrée dans le parti. Les détenus, membres de l'organisation, sont par la suite sortis de prison grâce à une amnistie ou après avoir purgé leur peine. En 1996, il ne restait aucun membre de Terra Lliure en prison.
L'organisation terroriste s'est fait connaître lors d'une partie de football au Camp Nou à Barcelone le 23 juin 1981 dans le cadre de la campagne Som una Nació (« nous sommes une nation » en catalan). La première assemblée de l'organisation a eu lieu dans le Sud de la France. La majorité de ses membres provenait de l'Armée populaire catalane (Exèrcit Popular Català - EPOCA) ou d'organisations telles que le Front de libération catalan (Front d'Alliberament Català) ou le Parti socialiste de libération nationale (Partit Socialista d'Alliberament Nacional dels Països Catalans- PSAN).
Dans son premier document public portant le titre de Crida de Terra Lliure (« Appel de terre libre », en catalan), l'organisation se définit elle-même comme une « organisation révolutionnaire qui lutte pour l'indépendance totale des Pays catalans » et elle lance un appel à la lutte contre « le processus de destruction systématique à laquelle est soumise la Nation ». Cette destruction se caractérise avant tout par la « destruction politique causée par la séparation des Pays catalans en trois régions autonomes avec des langues et des symboles différents, des institutions différentes... ». Le document signé dans les Pays catalans le 24 juin 1981 se termine par un appel : « Vive la Terre ! L'indépendance ou la mort ! Vive la lutte armée ! Une seule nation, les Pays catalans ! ».

## Soutien politique à l'indépendance de la Catalogne

### Financements
Pour le Secrétaire d’État aux Administrations Territoriales d'Espagne, Roberto Bermúdez de Castro, il n' y aurait pas eu de meilleure entreprise en Catalogne ces quatre dernières années[Quand ?] que de créer un site web et de soutenir le processus (d'indépendance) pour obtenir une subvention. La combinaison des contenus publicitaires et des subventions aux publications en langue catalane aurait coûté 170 millions d'euros aux contribuables.

### Partis politiques
Il existe une grande variété de partis politiques représentés en Catalogne et l'indépendantisme se retrouve dans plusieurs d'entre eux de manière plus ou moins prononcée. Aussi, il est difficile de tirer des conclusions entre leur résultat en politique et le résultat d'un éventuel référendum sur l'indépendance.
Toutefois, certains partis sont clairement indépendantistes comme la Gauche républicaine de Catalogne (Esquerra republicana de Catalunya - ERC) et la Candidature d'unité populaire (Candidatura d'Unitat Popular - CUP). Au sein de Convergence et Union (Convergència i Unió - CiU), il faut faire la différence entre ceux qui suivent les positions de Convergence démocratique de Catalogne (Convergència Democràtica de Catalunya - CDC) majoritairement en faveur de l'indépendance et ceux qui suivent les positions de l'Union démocratique de Catalogne (Unió démocràtica de Catalunya - UDC) qui propose une troisième voie. On retrouve également des sympathisants de l'indépendance dans l'Initiative pour la Catalogne Verts (Iniciativa per Catalunya Verds - ICV).
Par ailleurs, des partis politiques en Catalogne sont opposés à l'indépendance tels que le Parti des socialistes de Catalogne (Partit dels Socialistes de Catalunya - PSC) et Citoyens - Parti de la citoyenneté (Ciudadanos-Partido de la ciudadanía - C'S).
Il existe d'autres partis ou coalitions indépendantistes extraparlementaires comme l'Estat Català, Endavant, le Parti socialiste de libération nationale (Partit Socialista d'Alliberament Nacional - PSAN), le Mouvement de défense de la terre (Moviment de Defensa de la Terra - MDT) ou encore la Solidarité catalane pour l'indépendance (Solidaritat). On compte également une grande diversité de collectifs et d'entités indépendantistes comme des groupes de jeunesse tels que : la Jeunesse nationaliste de Catalogne (Joventut nacionalista de Catalunya), le mouvement jeune de la Gauche républicaine de Catalogne et Arran ainsi que le Syndicat d'étudiants des Pays Catalans (Sindicat d'Estudiants dels Països Catalans - SEPC).

### Personnalités

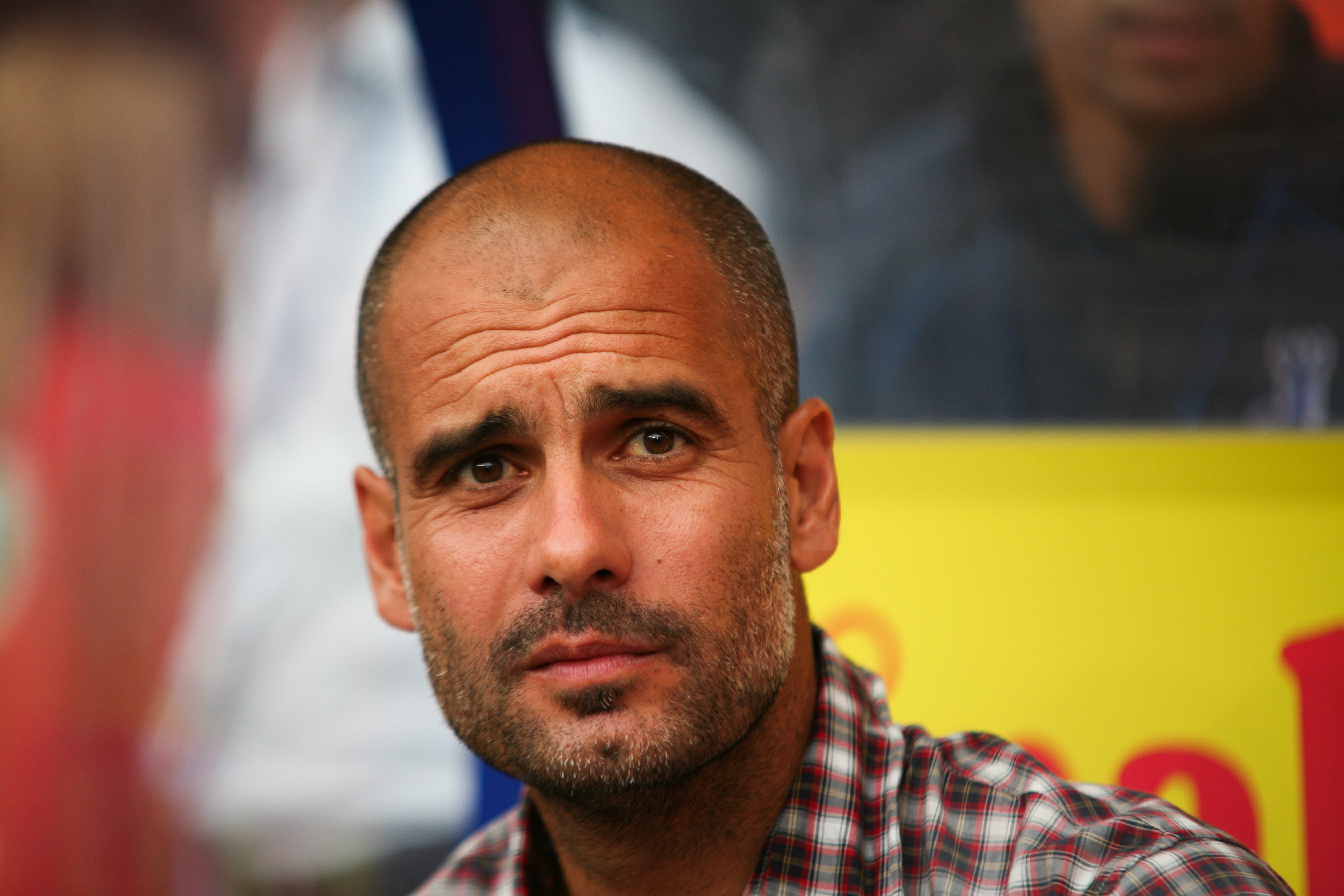
Josep (abrégé Pep) Guardiola participe à la campagne d'Ensemble pour le oui (Junts pel Sí).

Vers 2010, le soutien à l'indépendance catalane s'élargit pour devenir l'apanage du nationalisme catalan traditionnel de gauche ou d'extrême gauche. Des exemples pertinents sont les économistes néolibéraux comme Xavier Sala i Martín et Ramon Tremosa Balcells (élu député de la CiU au Parlement européen lors des élections européennes de 2009), l’avocat et président du FC Barcelone Joan Laporta ou encore le juriste et ancien membre du Consejo General del Poder Judicial Alfons López Tena.
Le Cercle d'Estudis Sobiranistes (Cercle d'études sobiranistes), dirigé par les juristes Alfons López Tena et Hèctor López Bofill est fondé en 2007. Il s'affilie à la Solidaritat Catalana per la Independència (Solidarité catalane pour l'indépendance) en 2011.
Les personnalités ci-dessous sont également en faveur d'un référendum d'autodétermination en Catalogne:
- Joan Massagué, scientifique catalane, directrice de l'Institut Sloan Kettering[19].
- Pep Guardiola, entraîneur de football catalan de Manchester City, ancien joueur de football et ancien entraîneur du FC Barcelone et du Bayern Munich[20]. Il participe à la campagne d'Ensemble pour le oui (Junts pel Sí).
- Jordi Galí, économiste catalan, directeur du Centre de recherche en économie internationale de l'Universitat Pompeu Fabra (UPF).
- Manel Esteller, scientifique catalan, directeur du programme de biologie et d'épigénétique du cancer de l'Institut de recherche biomédicale Bellvitge et rédacteur en chef de la revue Epigenetics.
- Lluís Llach, compositeur catalan[21].
- Eduard Punset, homme politique, avocat, économiste et scientifique catalan[22].
- Josep Carreras, chanteur de ténor catalan[23].
- Teresa Forcades, médecin catalan et nonne bénédictine[24].
- Pilar Rahola, journaliste et écrivain catalan.
- Miquel Calçada, journaliste catalane[25].
- Joel Joan, acteur catalan[26].
- Txarango, groupe de musique catalan[27].
- Xavi Hernández, ancien joueur de football catalan et entraîneur du FC Barcelone.
- Gerard Pique, ancien joueur de football catalan du FC Barcelone[28].
- Sergi Roberto, joueur de football catalan du FC Barcelone.
- Carles Puyol, ancien joueur de football catalan du FC Barcelone[29].
- Marc Gasol, joueur de basket-ball catalan des Toronto Raptors[30].
- Pau Gasol, ancien joueur de basket-ball catalan[31].
- Aleix Espargaró, pilote de Moto Gp catalan.
- Beth, chanteuse catalane. Elle était candidate du Concours Eurovision de la chanson 2003[32].
- Jil Love, artiste féministe de Tarragone[33].

## Manifestations pour l'indépendance
Malgré son approbation par les Parlements catalan et espagnol, le statut d'autonomie de la Catalogne de 2005 est partiellement annulé par la Cour Constitutionnelle au terme de près de quatre ans d'examen, ce qui fait croître graduellement le mouvement indépendantiste catalan. Les premières manifestations ont lieu en 2005 et 2006, avec 500 000 personnes, et se multiplient par la suite.

### Manifestation du 9 juillet 2010: «Nous sommes une nation, nous décidons»

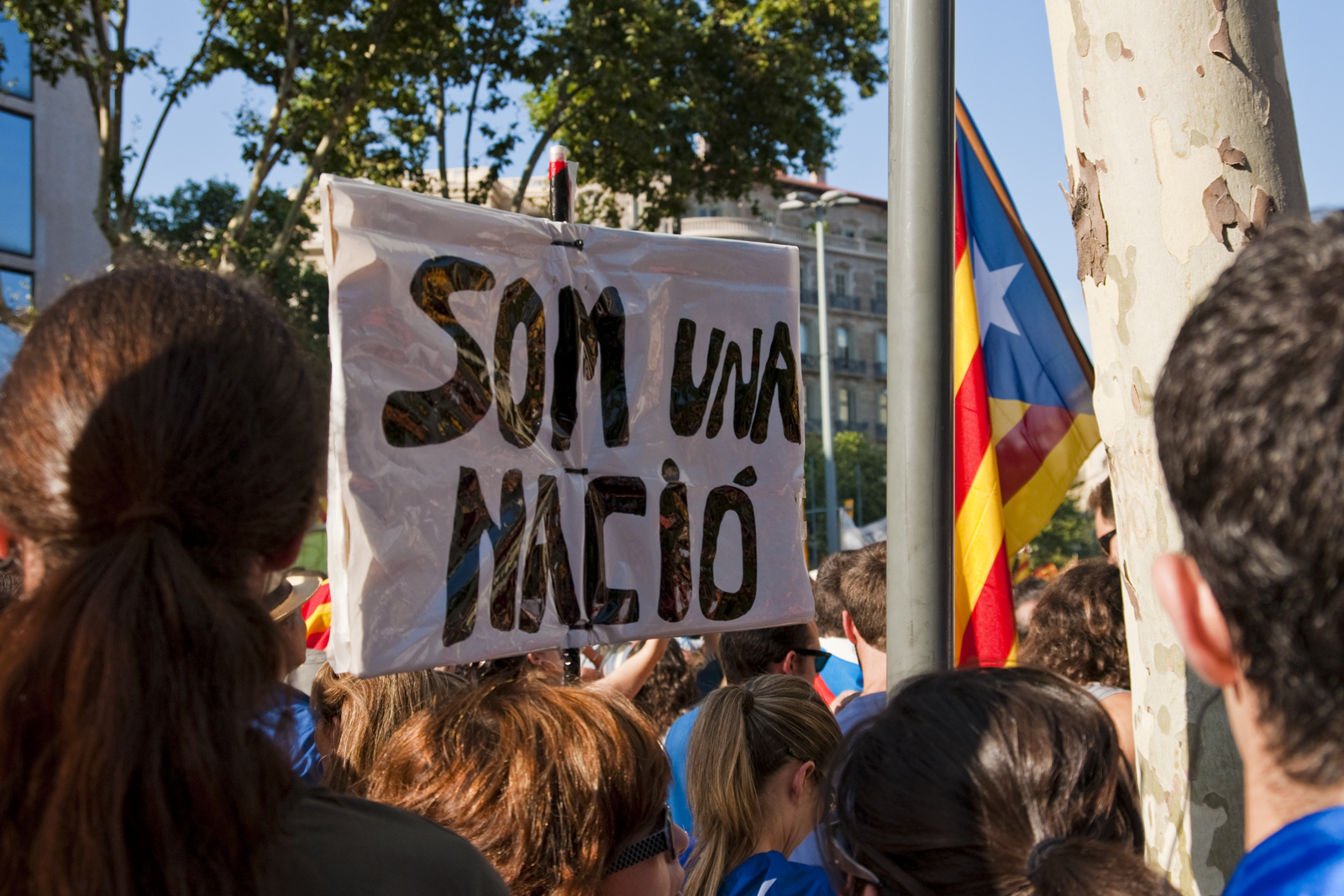
Manifestation du 9 juillet 2010

Fin juin 2010, le Tribunal Constitutionnel rend son jugement sur le statut d'autonomie de la Catalogne de 2006 après quatre années de délibération durant lesquelles ses membres ont subi toutes sortes de pressions. C'est alors un coup dur pour les aspirations du nationalisme catalan sur des sujets aussi sensibles que l'identité nationale, la langue, l'administration de la justice ou la possibilité de disposer d'un budget propre. Aussi, le 9 juillet 2010, une grande manifestation de rejet du jugement est-elle organisée à Barcelone sur le thème « nous sommes une nation, nous décidons » (Som una nació, nosaltres decidim, en catalan). Tous les partis catalans y participent à l'exception du Parti Populaire et de Citoyens. Durant la manifestation, le président socialiste de la Generalitat, José Montilla doit partir sous la pression de groupes indépendantistes radicaux. Quatre mois plus tard, à la suite des élections du Parlement catalan gagnées par CiU, Artur Mas est investi comme nouveau président de la Generalitat.

### 3 septembre 2012: territoire catalan libre
La dénomination de « territoire catalan libre » (territori català lliure en catalan) a été adoptée symboliquement par la mairie de San Pedro Torelló le 3 septembre 2012. D'autres communes et comarques catalanes l'ont adoptée par la suite. De plus, la motion, allant bien au-delà du cadre constitutionnel, exhortait le Parlement de Catalogne à voter unilatéralement l'indépendance dans un délai de deux mois maximum. La motion, sans aucune conséquence pratique, a été qualifiée par le maire de « geste politique ».
Finalement, 197 communes et cinq comarques se sont déclarées « territoire catalan libre ». La commune de Llorenç del Penedès a été la dernière à le faire le 6 mai 2013.

### Manifestation du 11 septembre 2012: «Catalogne, nouvel État d'Europe»
En 2012, la manifestation du 11 septembre (jour national de la Catalogne) a réuni plus de 1,5 million de personnes (les chiffres varient selon la police ou les organisateurs), et la Voie catalane 2013 a quant à elle réuni entre 1,6 et 2 millions de personnes qui se sont donné la main tout au long des 400 kilomètres qui traversent la région du nord au sud, du Perthus à la frontière avec la région de Valence. Ces manifestations sont organisées par l'Assemblée nationale catalane. Cette association représente la société civile du pays et demande à tous les partis politiques catalans de s'engager pour organiser un référendum pour l'indépendance ou non de la région.

### Concert pour la liberté du 29 juin 2013

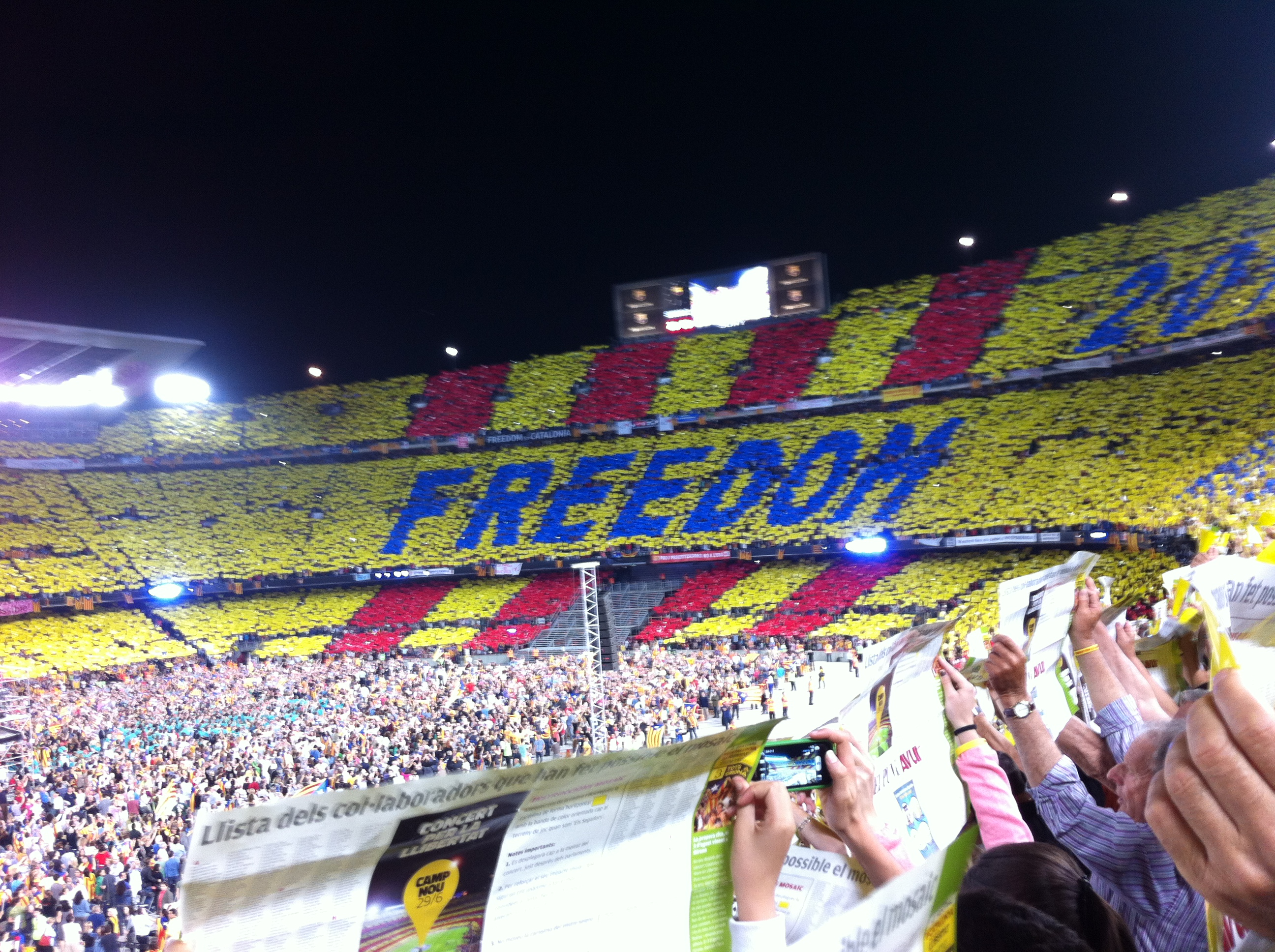
Le Concert pour la liberté du 29 juin 2013

Le Concert pour la liberté (Concert per la Llibertat, en catalan) a été célébré sur le Camp Nou à Barcelone le 29 juin 2013 organisé par Òmnium Cultural et par d'autres entités de la société civile comme l'Assemblée nationale catalane ou la Plateforme pour les sélections sportives catalanes (Plataforma Pro Seleccions Esportives Catalanes, en catalan) avec pour objectif de revendiquer, à travers le langage universel de la musique, le droit du peuple catalan et de tous les peuples du monde à pouvoir décider librement et démocratiquement de son avenir. Environ 90 000 spectateurs ont assisté à l'évènement.
Entre la manifestation « Catalogne, nouvel État d'Europe » et la Voie catalane, le Concert pour la liberté a été une autre grande mobilisation sociale en faveur de l'indépendance. Plus de 400 artistes ont participé à l'évènement comme, entre autres, Lluís Llach, Sopa de Cabra, Maria del Mar Bonet, Marina Rossell, Mercedes Peón, Nena Venetsanou, Paco Ibáñez, et Peret. Les directeurs artistiques ont été Gerard Quintana et Lluís Danés, qui s'est occupé de la scénographie avec différents escaliers sur scène qui symbolisaient le chemin vers la liberté.

### Manifestation du 11 septembre 2013: la «Voie catalane vers l'indépendance»

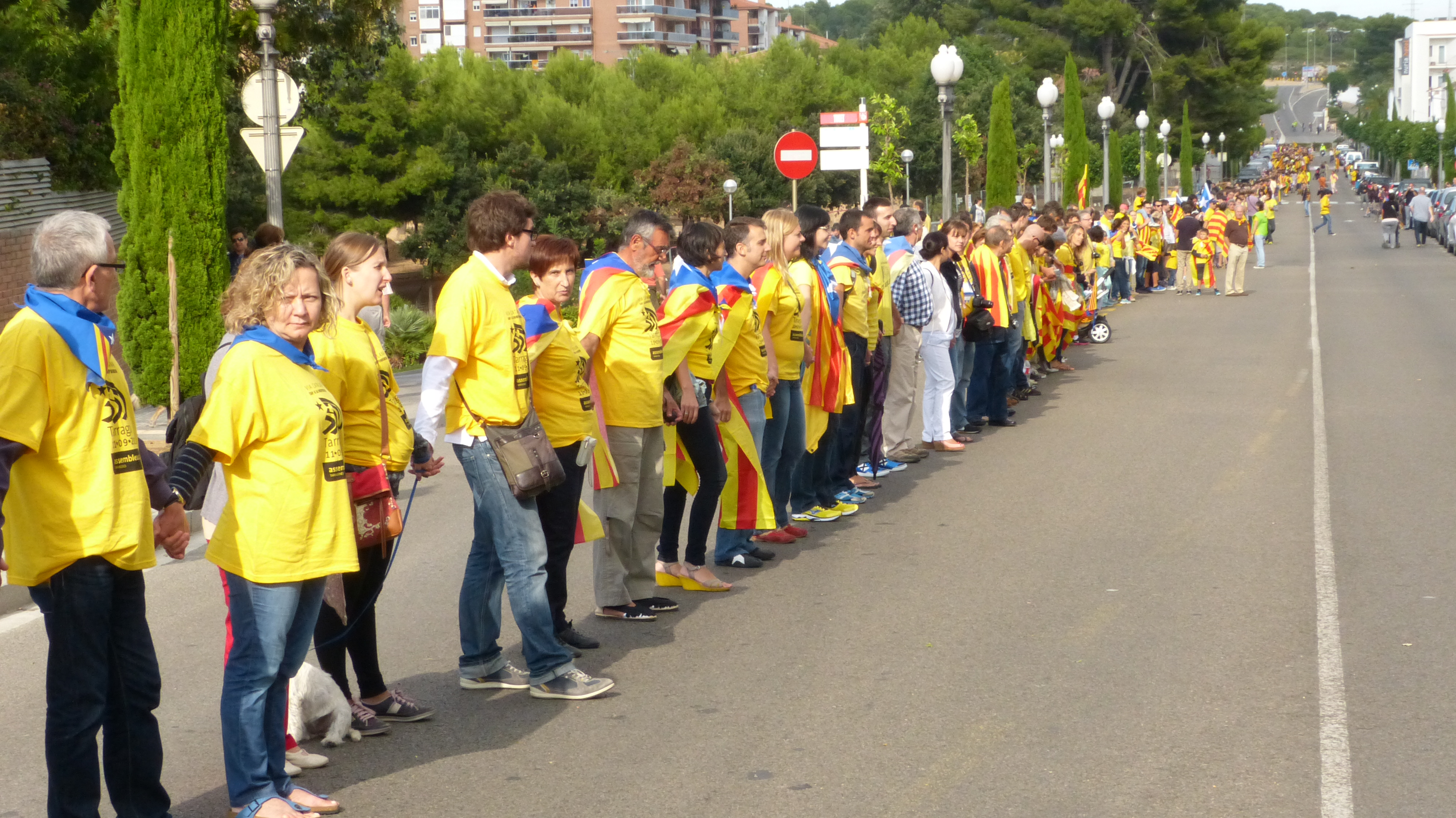
« Voie catalane vers l'indépendance » le 11 septembre 2013

La Voie catalane vers l'indépendance aussi connue comme la Voie catalane est une chaîne humaine de 400 km en Catalogne soutenue par l'association indépendantiste, Assemblée nationale catalane pour le 11 septembre 2013 avec pour objectif de revendiquer l'indépendance de la Catalogne. Elle suivait le tracé de l'antique Via Augusta depuis la ville française du Perthus jusqu'à la ville valencienne de Vinaròs, en traversant la Catalogne du nord au sud. Les organisateurs ont considéré que ce tracé constituait la « colonne vertébrale » des Pays catalans et qu'il permettait la participation autant des habitants de la Communauté valencienne que de la Catalogne du Nord. De même, ils ont encouragé les habitants des Îles Baléares à participer par des actes similaires. Selon Carme Forcadell, présidente de l'Assemblée nationale catalane, il doit s'agit d'un « symbole, le symbole de l'unité du peuple catalan pour obtenir sa souveraineté nationale ».
Finalement, l'organisation a mobilisé 1 500 autobus et presque 30 000 bénévoles. De plus, vingt moyens aériens pour documenter l'acte ainsi que plus de 800 photographes ont été engagés pour l'évènement.
La manifestation a reçu le soutien de Convergence démocratique de Catalogne (CDC) et de Gauche républicaine de Catalogne (ERC). En revanche, il a été critiqué par le Parti populaire de Catalogne et par Citoyens - le Parti de citoyenneté.

## Processus de consultation et élections

### Référendum indépendantiste de 169 communes du 13 septembre 2009
Le 13 septembre 2009, un référendum populaire est organisé par des associations indépendantistes à Arenys de Munt sur la volonté de ses habitants d'être indépendants de l'Espagne. Après cela, 167 communes de Catalogne ont organisé le 13 décembre 2009 un référendum autour de la question suivante : « Êtes-vous d'accord pour que la Catalogne devienne un État de droit, indépendant, démocratique et social, intégré dans l'Union européenne ? ». Au total, 700 000 personnes étaient convoquées aux urnes et 200 000 se sont exprimées (environ 30 %). Le « oui » a gagné à près de 95 % face au « non » avec 3,52 %.

### Consultation du 9 novembre 2014
En décembre 2013, Artur Mas, président de la Généralité de Catalogne, annonce en accord avec cinq des sept partis du Parlement qu'une consultation, qui n'est pas un référendum, aura lieu le 9 novembre 2014 ; ainsi que le contenu de la double question qui sera votée lors de cette consultation d'autodétermination : « Souhaitez-vous que la Catalogne devienne un État ? Et dans l'affirmative, souhaitez-vous que cet État soit indépendant ? ».
Le 9 novembre 2014, sur les 2 300 000 Catalans qui sont allés voter (pour un corps électoral d'environ 6 200 000 Catalans), 80,7 % d'entre eux se prononcent pour l'indépendance de la Catalogne, après avoir répondu « Oui » aux deux premières questions. 10,11 % d'entre eux ont voté oui à la première question et non à la deuxième, tandis que 4,55 % ont répondu non aux deux propositions. Le gouvernement espagnol, ayant déclaré illégale la tenue de cette consultation, débouche finalement sur un compromis avec Artur Mas : ces derniers annoncent ensemble le 14 janvier 2015 la tenue de nouvelles élections régionales anticipées pour le 27 septembre 2015, centrées sur la question de l'indépendance de la Catalogne.

### Élections au Parlement de Catalogne du 27 septembre 2015
Les élections du 27 septembre 2015 sont un succès mitigé pour les indépendantistes qui, avec 47,8 % des voix, n'emportent pas la majorité absolue des suffrages, mais sont majoritaires en sièges (72 sur 135) au Parlement régional, bien que divisés entre la liste Ensemble pour le oui, avec 62 sièges, et celle de la Candidature d'unité populaire (CUP), qui en obtient 10.

### Référendum sur l'indépendance de la Catalogne du1eroctobre 2017
Annoncé le 23 décembre 2016, un référendum pour l'indépendance de la Catalogne se tient le 1er octobre 2017, en dépit de son interdiction par le Tribunal constitutionnel,, avec le soutien de comités citoyens, les Comités de défense du référendum. Selon les autorités catalanes, le « oui » l'emporterait avec 90,18 % des voix mais avec seulement 42 % de participation. Les irrégularités dans l'organisation du scrutin qui ont été relevées sont l'absence de liste censitaire officielle, l'incertitude quant aux listes de votants, l'objectivité du dépouillement, etc. Seuls les indépendantistes tenaient les bureaux de vote puisque les unionistes ne voulaient pas participer au scrutin ; des coupures de courant régulières ont eu lieu. Par ailleurs, la possibilité de voter dans n'importe quel bureau de vote afin de contourner les blocages policiers de bureaux de vote a suscité également de grandes réserves. Enfin, près de 700 000 bulletins auraient été saisis par la Guardia civil. Le référendum étant illégal et organisé de manière contestable, les résultats communiqués par la Generalitat de Catalogne sont à interpréter avec précaution. De plus, les partisans non-indépendantistes n'ont pas voté en ayant respecté l'illégalisation du scrutin. Ce référendum ne reflète donc pas l'opinion de l'ensemble de la société catalane. Ce référendum a été très médiatisé en raison des interventions de la Police nationale, présentées comme une intervention brutale contre un exercice démocratique.
Le 10 octobre 2017, Carles Puigdemont annonce qu'« avec les résultats du référendum, la Catalogne a gagné le droit d'être un État indépendant » mais suspend aussitôt sa déclaration, déclarant vouloir encore négocier avec le gouvernement les conditions de la sécession. Cette déclaration symbolique n'est suivie d'aucune publication officielle. Madrid la rejette catégoriquement. Le 21 octobre, le Président du gouvernement espagnol Mariano Rajoy annonce le recours à l'article 155 de la Constitution espagnole de 1978 et suspend l'autonomie de la Catalogne.
Le 27 octobre, le Parlement catalan vote en faveur de l'indépendance avec 70 voix pour, 10 contre, 2 blancs. Les partis d'opposition (53 députés) sont sortis au moment du vote.
Comme prévu, en réaction à cette déclaration, le gouvernement central, avec l'autorisation du Sénat, a destitué le président de la Catalogne et appelé à des élections régionales le 21 décembre 2017.
Le 30 octobre, le Procureur général de l’État espagnol a requis l'Audience nationale de Madrid contre le Gouvernement catalan pour plusieurs les délits de sédition, malversation, prévarication et « rébellion ».
Le 2 novembre, les membres de l'ancien exécutif catalan comme Oriol Junqueras, Raül Romeva ou encore Joaquim Forn sont emprisonnés au centre pénitentiaire Madrid VII à Estremera. Le président Carles Puigdemont a pris la fuite, embarquant à Marseille dans un avion pour Bruxelles.

#### Arrestation puis assignation à résidence de l'ex-président Carles Puigdemont.
Le 25 mars 2018, la police allemande annonçait l'arrestation de Carles Puigdemont. L'interpellation a lieu à la hauteur du village de Schuby dans le Schleswig-Holstein, à environ 35 kilomètres au sud de la frontière entre l'Allemagne et le Danemark. Présent la veille en Finlande, Puigdemont devait initialement rejoindre Bruxelles en avion, mais la réactivation du mandat d'arrêt européen par la justice espagnole l'a amené à effectuer le trajet en voiture. Sa présence est signalée à la police du Land par les services de renseignement espagnols (CNI) qui suivaient ses déplacements depuis qu'il avait quitté la Belgique quelques jours avant et qui attendaient à un endroit propice pour procéder à l'arrestation. Le code pénal allemand prévoit l'existence d'un délit de haute trahison dont la qualification juridique est assimilable au délit de rébellion pour lequel Carles Puigdemont était poursuivi, à l'inverse du droit pénal belge. Dans la foulée de cette nouvelle, des heurts eurent lieu en Catalogne entre la police et des indépendantistes.
Le tribunal supérieur régional de Schleswig-Holstein, le 5 avril 2018, refusa d'extrader Carles Puigdemont en raison de la qualification juridique de rébellion — ce qui aurait exclus des poursuites pour ce chef d'accusation en cas d'extradition — arguant de l'absence de violence ou de menace de violence que met en avant l'acte d'accusation du juge espagnol.
Carles Puigdemont a fixé depuis sa résidence à Waterloo en Belgique où il est assigné à résidence.
La sentence des politiques catalans mis en examen a été prononcée le 10 octobre 2019, provoquant de graves troubles en Catalogne. Le mandat d'arrêt européen a été réactivé contre Carles Puigdemont 14 octobre 2019.

## État de l'opinion des citoyens catalans
Selon un sondage du CEO, organisme de la Généralité de Catalogne, publié le 26/07/2019, avant la sentence du procès contre les responsables politiques catalans, 44% des Catalans sont partisans de l'indépendance contre 48,3% qui s'opposent à la sécession d'avec l'Espagne. Cette majorité constitutionnelle ne se traduit pas en nombre de sièges au Parlement de Catalogne où les indépendantistes conservent une courte majorité des sièges.